# Association des scouts du Canada
 (août 2018).
Pour les articles homonymes, voir ASC.
L'Association des scouts du Canada (ASC) est une des deux organisations scoutes canadiennes reconnues par l'OMMS. Elle regroupe tous les groupes scouts canadiens-français.

## Histoire

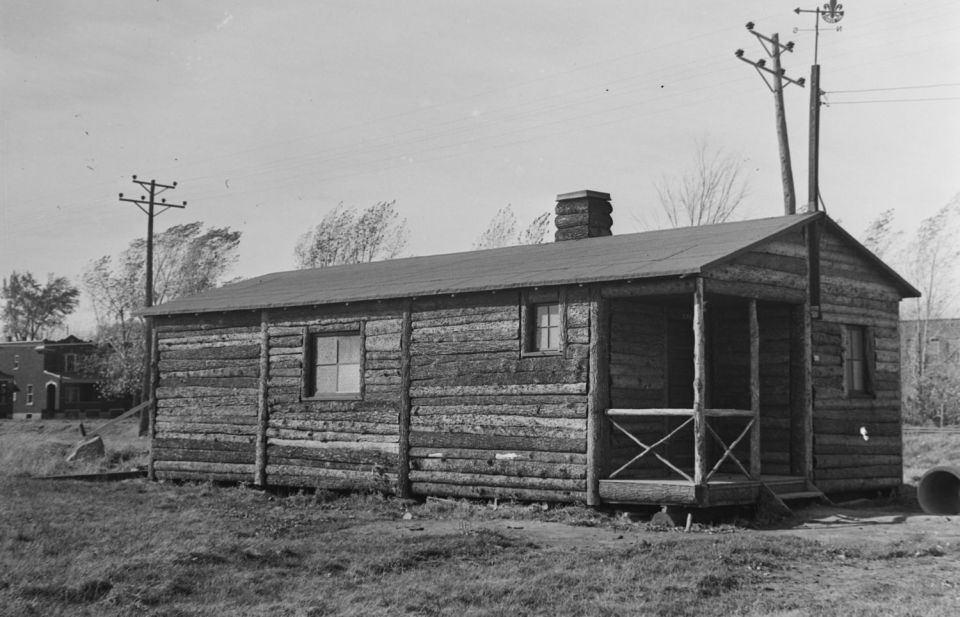
Un camp de bois rond appartenant à une troupe de scouts de Longueuil

À Ottawa, le scoutisme canadien-français connaît ses débuts dans la paroisse Notre-Dame en 1918. Le scoutisme canadien-français au Québec a connu ses premières unités au début des années 1920 avec la création, à Longueuil, des Éclaireurs canadiens-français. Très vite il s’est répandu à Montréal, Québec, Trois-Rivières, Nicolet, Sherbrooke, etc. Grâce au Chanoine Lionel Groulx, l’Église du Québec y voit des qualités d’éducation importantes pour les jeunes. À l’instigation des évêques du Québec, une fédération s’organise au début des années 1930. En 1935, le Cardinal Villeneuve signe, au nom des Scouts du Québec, une entente historique avec le Conseil national de Boy Scouts of Canada, officiellement la Fédération des scouts catholiques de la Province de Québec. Baden-Powell lui-même donnera son accord à cette entente et le 12 novembre 1936 le Parlement de la Province de Québec votera une loi spéciale constituant la Fédération des scouts catholiques de la Province de Québec.
En 1961, celle-ci fusionnera avec les autres organisations scoutes québécoises à la suite d'un accord signé avec Boy Scouts of Canada pour devenir l'Association des Scouts du Canada. En 1975, à la suite de l'expansion du scoutisme francophone hors des frontières du Québec, les fédérations de l'Atlantique, de l'Ontario et de l'Ouest voient le jour dans l'ASC au côté de celle du Québec. En 1994, l'Association des Guides du Canada incorpora l'ASC qui devint la seule entité scoute canadienne-française autant du côté masculin que féminin.
En 2004, à la suite d'une restructuration de l'ASC causée par la baisse flagrante du nombre de membres, les fédérations sont dissoutes ce qui emmène la structure actuelle du Mouvement.
Les fonds d'archives de la Fédération des scouts du Québec et de la Fédération des guides catholiques de la Province de Québec sont conservés au centre d'archives de Montréal de Bibliothèque et Archives nationales du Québec. Le fonds d'archives «Boy Scouts of Canada, Quebec District» est conservé au centre d'archives de Québec de Bibliothèque et Archives nationales du Québec.

## Mission
« La mission de l’Association des Scouts du Canada est de promouvoir et de soutenir le développement intégral des jeunes canadiens francophones afin qu’ils atteignent leur plein potentiel comme individus, comme membres de leurs communautés et comme citoyens qui jouent un rôle actif dans la société. »

## Structure
L'Association des Scouts du Canada regroupe toutes les unités scoutes francophones canadiennes. Elle est administrée par un conseil national s'occupant de la gestion du mouvement à l'échelle du pays.

### Districts
Depuis 2010, L’Association des Scouts du Canada compte onze districts reconnus.

### Groupes
Chaque district compte plusieurs groupes (habituellement un par ville ou quartier où le mouvement est présent). Chaque groupe est administré par un conseil de gestion élu lors de l'assemblée générale annuelle du groupe.

### Unités
Un groupe scout peut comporter une ou plusieurs unités de groupes d'âges variés. Chaque unité est composé de jeunes et d'animateurs selon un ratio variant avec l'âge des jeunes. L'ASC distingue 6 groupes d'âges:
- Les 7-8 ans (castors pour les groupes masculins ou mixtes et hirondelles pour les groupes féminins)
- Les 9-11 ans (louveteaux pour les groupes masculins ou mixtes et exploratrices pour les groupes féminins)
- Les 11-14 ans (éclaireurs pour les groupes masculins ou mixtes et intrépides pour les groupes féminins)
- Les 11-17 ans (aventuriers pour tous les groupes) (Nouvelle version)
- Les 14-17 ans (pionniers pour tous les groupes)
- Les 17- ans (scouts routiers pour tous les groupes)

## Uniforme
L'uniforme reconnu par l'ASC est constitué d'une chemise de couleur variant avec le niveau d'âge, soit vert pour les castors et les louveteaux, rouge pour les éclaireurs, pionniers et aventurier et bleu pour les routiers, animateurs et autres bénévoles adultes ayant faite leur promesse scout. S'y ajoutent plusieurs badges en rapport avec la progression ainsi que celui du district où se situe le jeune. Les anciens badges de l'OMMS et de l'Association sont désormais intégrés à la chemise (brodé pour l'association et une étiquette pour l'OMMS).
Le foulard officiel de l'ASC est bleu avec un contour jaune mais l'ASC reconnaît les foulards uniques de plusieurs districts et groupes.